# 埃库沃森林
埃库沃森林（法語：Forêt d'Écouves，法語發音：[fɔʁɛ dekuv]）是法国北部诺曼底大区奥恩省的一片广阔的森林，位于阿朗松以北，西接卡鲁日，东至塞镇。占地约15,000公顷，东西长18公里，宽8-10公里。海拔高度在100-400米分布，最高点417米，也是整个诺曼底的最高点。